# Atlanta Beat (WUSA)
L'Atlanta Beat fu una società di calcio femminile professionistica con sede ad Atlanta, nello stato federato della Georgia.
La squadra venne iscritta al campionato organizzato dalla Women's United Soccer Association (WUSA) nel 2001, e giocò le partite interne per il primo anno al Bobby Dodd Stadium del campus del Georgia Institute of Technology per passare successivamente all'Herndon Stadium, nel campus del Morris Brown College di Atlanta.

## Storia
La squadra iniziò l'attività sportiva nel 2001, raggiungendo la fase dei play-off in ognuna delle tre stagioni del campionato WUSA, l'unica in campionato a farlo. Inoltre è riuscita a giocare la Founders Cup sia nel 2001 che nel 2003, perdendo l'incontro in entrambe le occasioni.
Nell'originale squadra delle Beat erano presenti tre giocatrici della nazionale statunitense, Briana Scurry, Cindy Parlow e Nikki Serlenga. Le Beat ebbero il #1 pick nell'inaugurale WUSA draft, selezionando la cinese Sun Wen, star del campionato mondiale femminile di calcio 1999. la loro prima rete fu siglata dalla centrocampista della nazionale giapponese Homare Sawa.
Il coach dell'Atlanta Beat era Tom Stone.

### Sospensione del campionato
In un comunicato emesso il 15 settembre 2003 la WUSA annunciò di aver sospeso il campionato. Diverse tesserate dell'Atlanta Beat players continuarono l'attività agonistica nell'Atlanta Silverbacks Women, in W-League, e altre cinque, Briana Scurry, Sharolta Nonen, Homare Sawa, Nancy Augustyniak e Ifeoma Dieke, passarono alla Women's Professional Soccer (WPS).
Sei anni più tardi, il 17 giugno 2009, venne dato annuncio del ritorno all'agonismo dell'Atlanta Beat, la cui nuova struttura dirigenziale venne affidata a Shawn McGee con l'incarico di General Manager; il successivo 7 ottobre 2009, venne annunciata la nuova formazione delle Beat che, iscritta al campionato WPS sarebbe andata ad aggiungersi alle sei originariamente costituenti del torneo.

## Organico

### Rosa
All-Time Roster.
| N. |                        | Ruolo | Calciatrice                  |
| -- | ---------------------- | ----- | ---------------------------- |
| 1  | Stati Uniti (bandiera) | P     | Briana Scurry                |
| 2  | Stati Uniti (bandiera) | D     | Wendy Dillinger (2001)       |
| 3  | Stati Uniti (bandiera) | A     | Emily Burt                   |
| 4  | Stati Uniti (bandiera) | C     | Kylie Bivens                 |
| 5  | Stati Uniti (bandiera) | C     | Nikki Serlenga               |
| 6  | Canada (bandiera)      | D     | Sharolta Nonen               |
| 8  | Giappone (bandiera)    | C     | Homare Sawa                  |
| 9  | Cina (bandiera)        | A     | Sun Wen                      |
| 10 | Canada (bandiera)      | A     | Charmaine Hooper (2001-2004) |
| 11 | Stati Uniti (bandiera) | A     | Abby Crumpton                |
| 12 | Stati Uniti (bandiera) | A     | Cindy Parlow (capitano)      |
| 13 | Stati Uniti (bandiera) | A     | Maribel Dominguez            |
| 15 | Stati Uniti (bandiera) | D     | Julie Augustyniak            |

| N. |                        | Ruolo | Calciatrice                 |
| -- | ---------------------- | ----- | --------------------------- |
| 16 | Stati Uniti (bandiera) | C     | Marci Miller                |
| 17 | Stati Uniti (bandiera) | D     | Dayna Smith                 |
| 18 | Stati Uniti (bandiera) | C     | Aleisha Rose (2004)         |
| 19 | Stati Uniti (bandiera) | C     | Kristin Warren              |
| 21 | Stati Uniti (bandiera) | C     | Lisa Krzykowski (2001–2002) |
| 22 | Stati Uniti (bandiera) | D     | Ifeoma Dieke                |
| 22 | Stati Uniti (bandiera) | A     | Bryn Blalack                |
| 23 | Canada (bandiera)      | C     | Amy Walsh                   |
| 24 | Stati Uniti (bandiera) | P     | Melanie Wilson              |
| 25 | Stati Uniti (bandiera) | D     | Nancy Augustyniak           |
| 29 | Stati Uniti (bandiera) | D     | Leslie Gaston               |
| 33 | Stati Uniti (bandiera) | C     | Callie Withers              |
| -- | Stati Uniti (bandiera) | A     | Nicky Thrasher              |